# Tour de France Femmes 2023
Tour de France Femmes 2023 var andra upplagan av cykelloppstävlingen Tour de France för kvinnor som pågick mellan 23 och 30 juli 2023 över åtta etapper. Tävlingen började i Clermont-Ferrand i centrala Frankrike och avslutades med ett tempolopp i Pau vid foten av Pyrenéerna. Tour de France Femmes ingår i serien UCI Women's World Tour 2023.

## Deltagande lag
Följande lag deltar i tävlingen.
| translation for headoftableIII_translate index 58 not found (15)- Canyon-SRAM Racing - EF Education-TIBCO-SVB - FDJ-Suez - Fenix-Deceuninck - Human Powered Health - Israel-Premier Tech Roland - Liv Racing TeqFind - Movistar Team - Team DSM-Firmenich - Team Jayco AlUla - Team Jumbo-Visma - SD Worx - Lidl-Trek - UAE Team ADQ - Uno-X Pro Cycling Team U19 (7)- AG Insurance - Soudal Quick-Step Team - Arkéa Women - Ceratizit-WNT Pro Cycling - Cofidis - Lifeplus Wahoo - St Michel-Mavic-Auber93 - Coop-Hitec Products |
| |

## Etapper
| Etapp | Datum  | Start – mål                            | type        | Distans (km) | Höjdskillnad (m) | Etappvinnare        | Totalledare    |
| ----- | ------ | -------------------------------------- | ----------- | ------------ | ---------------- | ------------------- | -------------- |
| 1     | 23 jul | Clermont-Ferrand – Clermont-Ferrand    | Flack etapp | 123,8        | 1 051 m          | Lotte Kopecky       | Lotte Kopecky  |
| 2     | 24 jul | Clermont-Ferrand – Mauriac             |             | 151,7        | 2 449 m          | Liane Lippert       | Lotte Kopecky  |
| 3     | 25 jul | Collonges-la-Rouge – Montignac-Lascaux | Flack etapp | 147,2        | 1 846 m          | Lorena Wiebes       | Lotte Kopecky  |
| 4     | 26 jul | Cahors – Rodez                         |             | 177,1        | 2 477 m          | Yara Kastelijn      | Lotte Kopecky  |
| 5     | 27 jul | Onet-le-Château – Albi                 | Flack etapp | 126,1        | 1 732 m          | Ricarda Bauernfeind | Lotte Kopecky  |
| 6     | 28 jul | Albi – Blagnac                         | Flack etapp | 122,1        | 1 192 m          | Emma Norsgaard      | Lotte Kopecky  |
| 7     | 29 jul | Lannemezan – Col du Tourmalet          | Bergsetapp  | 89,8         | 2 611 m          | Demi Vollering      | Demi Vollering |
| 8     | 30 jul | Pau – Pau                              | Tempoetapp  | 22,6         | 197 m            | Marlen Reusser      | Demi Vollering |